# 한양기방 춘향뎐
"한양기방 춘향뎐"은 [[한국]0에서 제작된 김민욱 감독의 2015년 멜로/로맨스 영화이다. 나영 등이 주연으로 출연하였다.

## 출연

### 주연
- 나영

### 조연
- 지오
- 주리
- 윤지